# Rafael Alvarado Ballester
Rafael Alvarado Ballester (Tarragona, 7 de setembre de 1924 - Madrid, 10 d'abril de 2001) fou un acadèmic i científic espanyol.

## Biografia
Va realitzar el batxillerat a l'Institut Cardenal Cisneros de Madrid. Es va llicenciar en ciències naturals per la Universitat de Madrid el 1945 i es va doctorar en biologia el 1950.
Professor adjunt de zoologia dels invertebrats i des de 1953 catedràtic d'aquesta assignatura a la Facultat de Ciències de la Universitat Complutense de Madrid de la qual va ocupar els càrrecs de sotssecretari, secretari en funcions (1957-1962) i degà (1971-1975). El 1974 va ser nomenat vocal de la Comissió del Diccionari Tècnic de la Reial Acadèmia Espanyola.
Membre de diversos organismes nacionals i internacionals relacionats amb la seva activitat científica: Comissió Internacional de Nomenclatura Zoològica (des de 1961), Associació Belga de Malacologia (des de 1969), Institut Equatorià de Ciències Naturals (1971), Societat Catalana de Biologia (1972), Associació Espanyola de Científics, Comitè Científic d'Adena (1977) i de l'Acadèmia de Cirurgia i Medicina de Galícia, vicepresident (1974-1975) i president (1976-1977) de la Reial Societat Espanyola d'Història Natural.
Va ser també Acadèmic corresponent de l'Acadèmia de Cirurgia i Medicina de Galícia i des del 26 de març de 1981 membre numerari de la Reial Acadèmia Espanyola de la Llengua, on ocupava la butaca m i representava en saber científic. Rafael Alvarado va llegir el seu discurs d'ingrés, titulat De nomenclatura. Juxta preceptum aut consunsu biologorum (Tecnicismos, cultismos, nombres científicos y vernáculos en el lenguaje biológico), el 25 de abril de 1982.
Estava en possessió de l'Encomana amb placa de l'Orde d'Alfons X el Savi.

## Obra
Al març de 1990 va impulsar la reedició de la revista cultural Atlántida. Al llarg de la seva carrera va publicar diversos treballs científics de la seva especialitat, va col·laborar en revistes i enciclopèdies, va ser membre del consell de redacció de la Revista de Biología, la més antiga de les revistes de biologia d'Itàlia. Va ser també director de les revistes El mundo de los animales i La historia natural.
Entre els seus llibres figuren: 
- Evolución morfológica del Reino Animal
- Código de Nomenclatura Zoológica